# Iresioides humeralis
Iresioides humeralis är en skalbaggsart som först beskrevs av François Louis Nompar de Caumont de Laporte 1840.  Iresioides humeralis ingår i släktet Iresioides och familjen långhorningar.
Artens utbredningsområde är Madagaskar. Inga underarter finns listade i Catalogue of Life.